# Transformers: Robots in Disguise (2015)
Transformers: Robots in Disguise ist eine US-amerikanische CGI-Serie, welche auf der Spielzeugreihe der Transformers basiert. Die Serie ist eine Fortsetzung zu Transformers: Prime und wird von den Hasbro Studios produziert, während die CGI-Animation im japanischen Studio Polygon Pictures erstellt wird.

## Produktion
Dasselbe Team, das bereits für die vorherige Transformers-Serie, Transformers: Prime, verantwortlich zeichnete, ist zu großen Teilen für diese Serie verantwortlich. Steven Melching fungiert dieses Mal als Story Editor, während Mairghread Scott als Drehbuch Koordinator und Autorenassistent übernimmt. Jeff Kline, welcher bei der Vorgängerserie noch als Showrunner neben Roberto Orci und Alex Kurtzman fungierte, ist nun ausführender Produzent der Serie und Adam Beechen ist Produzent und Drehbuchautor einiger Episoden.

## Handlung
Als der cybertronische Gefangenentransporter Alchemor auf der Erde, nahe Crown City, abstürzt, werden etliche gefährliche Decepticons auf freien Fuß gesetzt. Der Mini-Con Fix-It entsendet ein Notsignal nach Cybertron.
Auf Cybertron ist Bumblebee gerade zusammen mit Kadett Strongarm dabei, einen Raser zu verhaften, als er plötzlich eine warnende Erscheinung vom verstorben-geglaubten Optimus Prime erhält.
Dieser folgt seiner Anweisung und findet in einem Cybertronischen Museum eine Raumbrücke, die er laut Optimus Prime benutzen muss, um auf der Erde eine Drohende Gefahr abzuwenden.
Zusätzlich begleiten ihn dabei Kadett Strongarm sowie der Raser Sideswipe.
Auf der Erde angekommen, muss Bumblebee ein kleines Team zusammenstellen, um diese erneute Gefahr durch die Decepticons auf der Erde aufzuhalten.
Dort treffen Bumblebee und sein Team auf den Schrottplatzbesitzer Danny und seinen Sohn Russel, die schnell zu Verbündeten werden, und in vielen Situationen, in denen die Autobots an öffentlich-zugängigen Stellen agieren müssen, eine Cover-Story bieten, damit die Menschen keinerlei Verdacht schöpfen.
Im Laufe der Handlung kommen noch weitere Autobots hinzu, die sich seinem Team anschließen, allen voran der Dinobot Grimlock, der sich gerade durch seine Stärke fürs Team einsetzt.

## Ausstrahlung
Die deutsche Erstausstrahlung der Serie begann am 28. März 2015 bei Nickelodeon und am 20. April 2015 im Pay-TV bei Cartoon Network.

## Episodenliste

### Staffel 1
| Nr. (ges.) | Nr. (St.) | Deutscher Titel              | Originaltitel                    | Erstausstrahlung USA | Deutschsprachige Erstausstrahlung (D) | Regie           | Drehbuch                       |
| ---------- | --------- | ---------------------------- | -------------------------------- | -------------------- | ------------------------------------- | --------------- | ------------------------------ |
| 1          | 1         | Mission Erde – Episode 1     | Pilot – Part 1                   | 14. März 2015        | 28. März 2015                         | David Hartman   | Adam Beechen & Duane Capizzi   |
| 2          | 2         | Mission Erde – Episode 2     | Pilot – Part 2                   | 14. März 2015        | 4. Apr. 2015                          | David Hartman   | Adam Beechen & Duane Capizzi   |
| 3          | 3         | Teamwork                     | Trust Exercises                  | 4. Apr. 2015         | 11. Apr. 2015                         | Scooter Tidwell | Adam Beechen & Marsha Griffin  |
| 4          | 4         | Ungeahnte Fähigkeiten        | More than Meets the Eye          | 11. Apr. 2015        | 18. Apr. 2015                         | Vinton Heuck    | Nicole Dubuc & Steven Melching |
| 5          | 5         | Cowboys auf Büffeljagd       | W.W.O.D.?                        | 18. Apr. 2015        | 24. Apr. 2015                         | Todd Waterman   | Guy Toubes                     |
| 6          | 6         | Der Kospego                  | As the Kospego Commands!         | 25. Apr. 2015        | 27. Apr. 2015                         | Scooter Tidwell | Michael Ryan                   |
| 7          | 7         | Sammlerstücke                | Collect 'Em All                  | 2. Mai 2015          | 28. Apr. 2015                         | Vinton Heuck    | Steven Melching                |
| 8          | 8         | Das wahre Gesicht            | True Colors                      | 9. Mai 2015          | 29. Apr. 2015                         | Todd Waterman   | Mairghread Scott               |
| 9          | 9         | Solo-Mission                 | Rumble in the Jungle             | 16. Mai 2015         | 30. Apr. 2015                         | Scooter Tidwell | Dean Stefan                    |
| 10         | 10        | Tunnelblick                  | Can You Dig it?                  | 23. Mai 2015         | 1. Mai 2015                           | Vinton Heuck    | Stan Berkowitz                 |
| 11         | 11        | Bumblebee im Wunderland      | Adventures in Bumblebee-sitting! | 30. Mai 2015         | 4. Mai 2015                           | Todd Waterman   | Michael Ryan                   |
| 12         | 12        | Jagdsaison                   | Hunting Season                   | 6. Juni 2015         | 5. Mai 2015                           | Scooter Tidwell | David McDermott                |
| 13         | 13        | Unscharf                     | Out of Focus                     | 13. Juni 2015        | 27. Juni 2015                         | Frank Marino    | Steven Melching                |
| 14         | 14        | Falsches Spiel               | Sideways                         | 20. Juni 2015        | 6. Mai 2015                           | –               | –                              |
| 15         | 15        | Auch Roboter haben Albträume | Even Robots Have Nightmares      | 27. Juni 2015        | 8. Sep. 2015                          | -               | -                              |
| 16         | 16        | Kopflos                      | Some Body, An Body               | 4. Juli 2015         | 9. Sep. 2015                          | -               | -                              |
| 17         | 17        | Auch ein Meister lernt dazu  | One Of Our Mini-Cons Is Missing  | 11. Juli 2015        | 10. Sep. 2015                         | -               | -                              |
| 18         | 18        | Jagd auf den Tintenfisch-Con | Deep Trouble                     | 18. Juli 2015        | 11. Sep. 2015                         | -               | -                              |
| 19         | 19        | Der Champion                 | The Champ                        | 25. Juli 2015        | 14. Sep. 2015                         | -               | -                              |
| 20         | 20        | Probleme mit Fixit           | The Trouble With Fixit           | 1. Aug. 2015         | 15. Sep. 2015                         | -               | -                              |
| 21         | 21        | Ausgesperrt                  | Lockout                          | 8. Aug. 2015         | 16. Sep. 2015                         | -               | -                              |
| 22         | 22        | Ähnlich anders               | Similarly Different              | 15. Aug. 2015        | 17. Sep. 2015                         | -               | -                              |
| 23         | 23        | Wirbel um Windblade          | The Buzz On Windblade            | 22. Aug. 2015        | 18. Sep. 2015                         | -               | -                              |
| 24         | 24        | Geister und Betrüger         | Ghosts And Imposters             | 29. Aug. 2015        | 21. Sep. 2015                         | -               | -                              |
| 25         | 25        | Schlachtfelder (1)           | Battlegrounds, Part 1            | 5. Sep. 2015         | 22. Sep. 2015                         | -               | -                              |
| 26         | 26        | Schlachtfelder (2)           | Battlegrounds, Part 2            | 12. Sep. 2015        | 23. Sep. 2015                         | -               | -                              |

### Staffel 2
| Nr. (ges.) | Nr. (St.) | Deutscher Titel | Originaltitel     | Erstausstrahlung USA | Deutschsprachige Erstausstrahlung (D) | Regie           | Drehbuch     |
| ---------- | --------- | --------------- | ----------------- | -------------------- | ------------------------------------- | --------------- | ------------ |
| 27         | 1         | Overload Teil 1 | Overloaded Part 1 | 20. Feb. 2016        | 5. März 2016                          | Scooter Tidwell | Adam Beechen |
| 28         | 2         | Overload Teil 2 | Overloaded Part 2 | 27. Feb. 2016        | 19. März 2016                         | Frank Marino    | Adam Beechen |
| 29         | 3         | Teamarbeit      | Metal Meltdown    | 5. März 2016         | 19. März 2016                         | Vinton Heuck    | Guy Toubes   |

## Sprecher
Die deutsche Synchronfassung der Serie wurde bei SDI Media Germany GmbH in Berlin produziert.
| Figur         | Originalsprecher         | Deutscher Sprecher   |
| Autobots      | Autobots                 | Autobots             |
| ------------- | ------------------------ | -------------------- |
| Optimus Prime | Peter Cullen             | Klaus-Dieter Klebsch |
| Bumblebee     | Will Friedle             | Steven Merting       |
| Sideswipe     | Darren Criss             | Bastian Sierich      |
| Fix-It        | Mitchell Whitfield       | Gerald Schaale       |
| Strongarm     | Constance Zimmer         | Anne Düe             |
| Grimlock      | Khary Payton             | Marco Kröger         |
| Jazz          | Arif S. Kinchen          |                      |
| Drift         | Eric Bauza               |                      |
| Jetstorm      | Roger Craig Smith        |                      |
| Slipstream    | Roger Craig Smith        | Julian Mau           |
| Decepticons   |                          |                      |
| Steeljaw      | Troy Baker               | Nicolas Böll         |
| Underbite     | Liam O’Brien             | Tilo Schmitz         |
| Hammerstrike  | David Kaye               | Dieter Memel         |
| Bisk          | Khary Payton             |                      |
| Choop Shop    | David Hunt               |                      |
| Terrashock    | Kevin Michael Richardson |                      |
| Thunderhoof   | Frank Stallone           |                      |
| Filch         | Constance Zimmer         |                      |
| Springload    | John Steven Rocha        |                      |
| Ped           | Eddie Deezen             |                      |
| Quillfire     | Andy Milder              |                      |
| Clampdown     | Jim Cummings             | Santiago Ziesmer     |
| Fracture      | Kevin Pollak             |                      |
| Airazor       | Roger Craig Smith        |                      |
| Divebomb      | Khary Payton             |                      |
| Menschen      |                          |                      |
| Russel Clay   | Stuart Allan             | Luisa Wietzorek      |
| Denny Clay    | Ted McGinley             | Thomas Schmuckert    |

## Trivia
- Die ersten 13 Folgen der Serie wurden bereits 2014 auf dem chinesischen Streaminganbieter M1905 veröffentlicht.
- Die Serie ist die erste, in der der Anführer der Decepticons weder Megatron noch Galvatron ist, sondern ein neuer Decepticon namens Steeljaw.